# Ennéacontagone
Un ennéacontagone est un polygone à 90 sommets, donc 90 côtés et 3 915 diagonales.
La somme des angles internes d'un ennéacontagone non croisé vaut 15 840 degrés.

## Ennéacontagones réguliers
Un ennéacontagone régulier est un ennéacontagone dont les côtés ont même longueur et dont les angles internes ont même mesure. Il y en a douze : onze étoilés (notés {90/k} pour k impair de 7 à 43 sauf les multiples de 3 ou 5) et un convexe (noté {90}). C'est de ce dernier qu'il s'agit lorsqu'on parle de « l'ennéacontagone régulier ».
| Représentation      |         |         |         |         |         |         |
| Symbole de Schläfli | {90}    | {90/7}  | {90/11} | {90/13} | {90/17} | {90/19} |
| Angle interne       | 176°    | 152°    | 136°    | 128°    | 112°    | 104°    |
| Représentation      |         |         |         |         |         |         |
| Symbole de Schläfli | {90/23} | {90/29} | {90/31} | {90/37} | {90/41} | {90/43} |
| Angle interne       | 88°     | 64°     | 56°     | 32°     | 16°     | 8°      |

## Caractéristiques de l'ennéacontagone régulier
Chacun des 90 angles au centre mesure {\displaystyle {\frac {360^{\circ }}{90}}=4^{\circ }} et chaque angle interne mesure {\displaystyle {\frac {15\,840^{\circ }}{90}}=176^{\circ }}.
Si a est la longueur d'une arête :
- le périmètre vaut {\displaystyle P=90\,a} ;
- l'aire vaut {\displaystyle A={\frac {90}{4}}\,a^{2}\cot \left({\frac {\pi }{90}}\right)} ;
- l'apothème vaut {\displaystyle H={\frac {2\,A}{P}}={\frac {a}{2}}\cot \left({\frac {\pi }{90}}\right)} ;
- le rayon vaut {\displaystyle R={\frac {H}{\cos \left({\frac {\pi }{90}}\right)}}={\frac {a}{2\sin \left({\frac {\pi }{90}}\right)}}}.